# Al-Masih ad-Dajjal

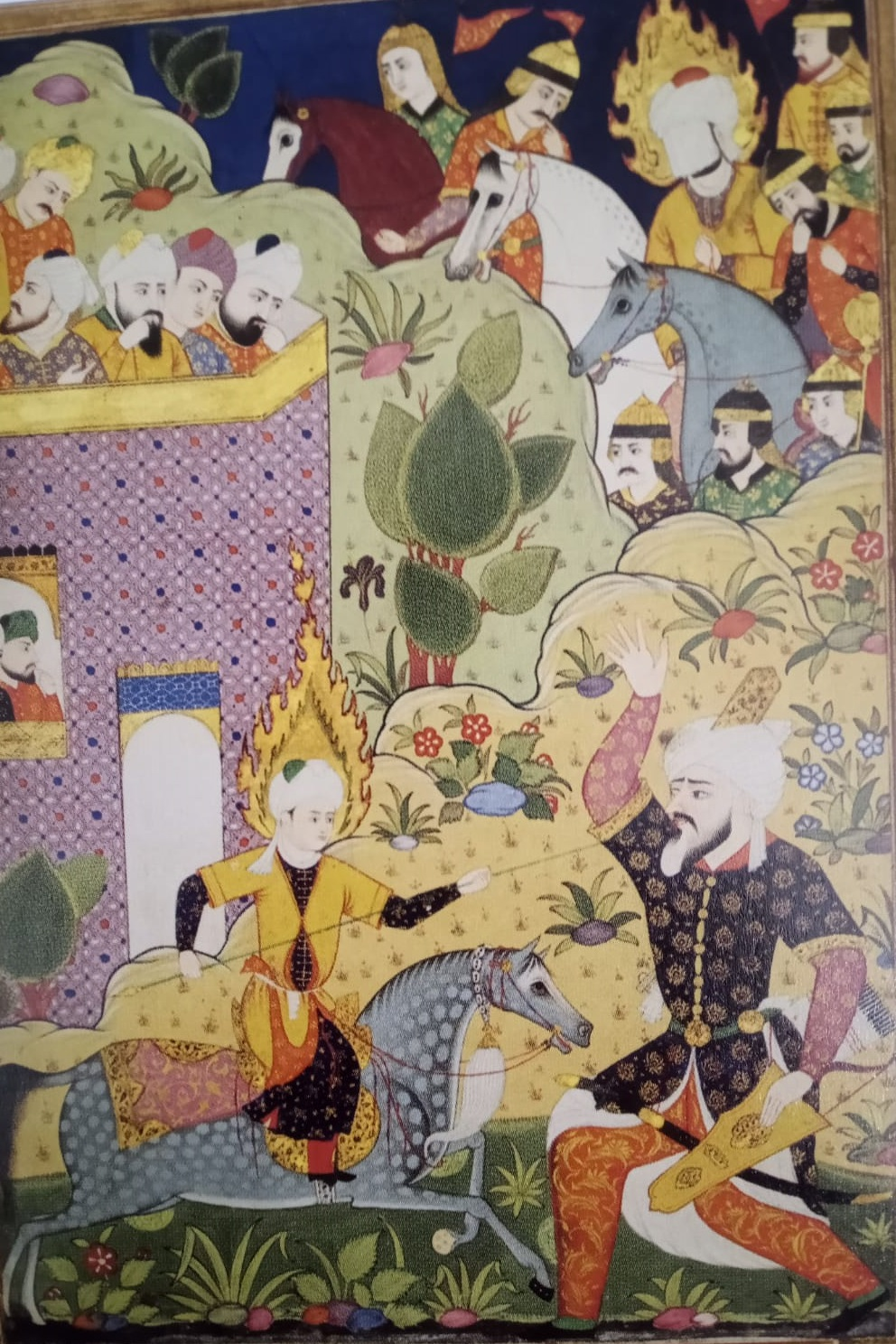
Une image tirée d'un réalisé en Inde vers 1610-1630 représente Jésus combattant le Dajjal (à droite). Derrière, le Mahdi, le visage voilé.

Al-Masih ad-Dajjal (en arabe « الْمَسِيحُ الدَّجَّالُ », romanisé en « Al-Masih ad-Dajjal », le Messie trompeur), autrement appelé simplement le Dajjal, est une figure maléfique dans l'eschatologie islamique qui prétendra être le Messie promis et prétendra plus tard être Dieu, apparaissant avant le Jour du Jugement (en) selon le récit eschatologique islamique,.
Le Dajjal n'est pas évoqué dans le Coran, mais il est mentionné et décrit dans le Hadith. Correspondant à l'Antéchrist dans le christianisme, le Dajjal est censé émerger de l'est, bien que l'emplacement précis varie selon les différentes sources.
 
Le Dajjal imitera les miracles accomplis par Jésus, comme la guérison des malades et la résurrection des morts, ces dernières réalisées avec l'aide de démons. Il trompera de nombreuses personnes, comme les tisserands, les magiciens et les enfants de la fornication (Zina (en)).
 

## Étymologie
Dajjāl (en arabe دجّال«  ») est la forme superlative du mot racine dajl qui signifie « mensonge » ou « tromperie ». Il signifie « trompeur » et apparaît également en syriaque ( daggāl ܕܓܠ, « faux, trompeur ; apocryphe »). Le composé al-Masīḥ ad-Dajjāl, avec l'article défini al- (en) (« le »), fait référence au « Messie trompeur », un trompeur spécifique de la fin des temps, linguistiquement équivalent au syriaque chrétien mšīḥā d-daggālūtā ܡܫܝܚܐ ܕܕܓܠܘܬܐ, « pseudo-Christ, faux Messie ». Ce Dajjāl est un être maléfique qui cherchera à se faire passer pour le véritable Messie (Jésus).

## Aperçu
Un certain nombre d'endroits sont associés à l'émergence du Dajjal, mais généralement, il est présenté comme de l'est. Il est généralement décrit comme aveugle de l'œil droit, son œil gauche sera vert, et les vrais croyants peuvent clairement voir les mots كافر (arabe pour « Non-croyant »). On croit que beaucoup seront trompés par lui et rejoindront ses rangs, parmi eux les Juifs, les Bédouins, les tisserands, les magiciens et les enfants de la fornication. De plus, il sera assisté par une armée de diables (shayāṭīn). Néanmoins, les soutiens ses plus fiables seront les Juifs, pour qui il sera l'incarnation de Dieu.
Le Dajjal sera capable d'accomplir des miracles, comme guérir les malades, ressusciter les morts, faire pousser de la végétation sur la terre, faire prospérer et mourir le bétail et arrêter le mouvement du soleil. Ses miracles ressembleront à ceux accomplis par ʿĪsā (Jésus). À la fin, le Dajjal sera vaincu et tué par ʿĪsā lorsque ce dernier le regardera simplement et - selon certains récits - lui transpercera le Dajjal d'une épée. 
La nature du Dajjal est ambiguë. Bien que la nature de sa naissance indique que les premières générations d'apocalyptistes musulmans le considéraient comme humain, il est également identifié plutôt comme un diable (shayṭān) sous forme humaine dans la tradition islamique.
On pense que l'œil unique caractéristique symbolise la cécité spirituelle.  Ainsi, le Dajjal, aveugle à l'aspect immanent de Dieu, ne pouvait comprendre que l'aspect transcendant de la colère divine. Les hadiths décrivent le Dajjal comme un déformant entre le paradis et l'enfer, car il apporterait avec lui son propre paradis et son propre enfer, mais son enfer serait le paradis et son paradis l'enfer.

## Âne ou Khar Darjal
Dans le premier zoroastrisme iranien, la religion mazdéiste, la tradition juive et la légende arabe, le faux Dajjal possède une monture. C'est une mystérieuse ânesse chanteuse, comparable à la Bête de la Terre, mesurant environ neuf parasanges, qui laisse tomber de la nourriture et attire les gens vers le malheur. Elle apparaît à la fin du monde.

## Eschatologie musulmane

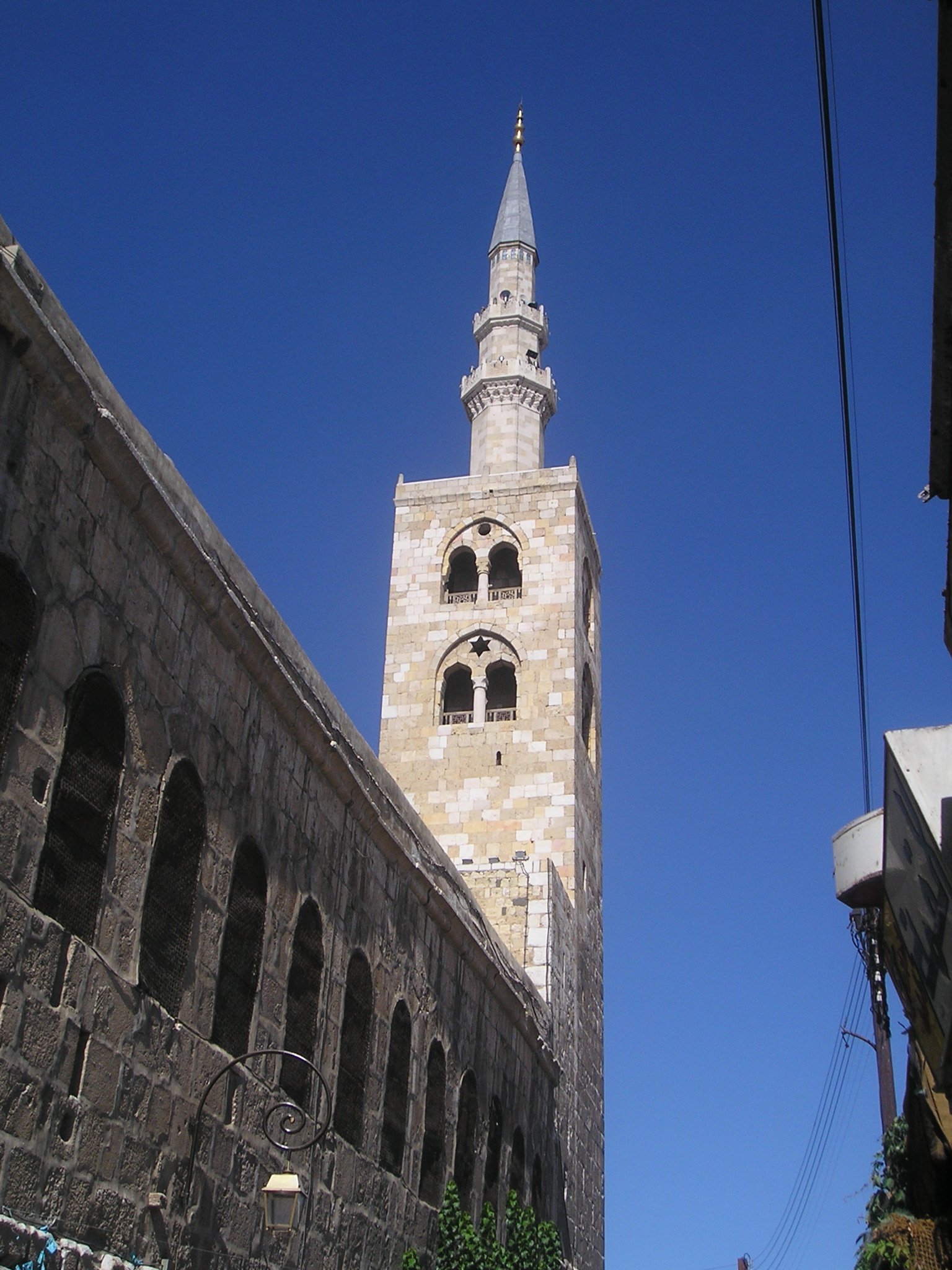
Minaret d'Isa sur la mosquée des Omeyyades à Damas, en Syrie, qui est considéré comme l'un des endroits possibles où ʿĪsā descendra.

### Eschatologie sunnite
Les musulmans sunnites ont affirmé que le Dajjal est un homme individuel et que lorsqu'il apparaîtra, il restera 40 jours : un durant an, un durant un mois, un durant une semaine, et le reste de ses jours comme des jours normaux.
Quelque temps après l'apparition du Dajjal, ʿĪsā descendra sur un minaret blanc à l'est de Damas, que l'on pense être le minaret d'Issa, situé sur la mosquée des Omeyyades à Damas. Il descendra du ciel vêtu de deux vêtements légèrement teints de safran, les mains posées sur les épaules de deux anges. Lorsqu'il baissera la tête, on croira que de l'eau coule de ses cheveux ; lorsqu'il la relèvera, on croira que ses cheveux sont ornés de perles argentées. Tout mécréant qui sentirait son odeur mourrait.
Selon le hadith sunnite, le Dajjal sera alors poursuivi jusqu'à la porte de Lod où il sera capturé et tué par ʿĪsā,. ʿĪsā brisera alors la croix chrétienne, tuera tous les porcs, abolira la taxe jizya et établira la paix entre toutes les nations.

#### Littératurehadith
Le récit suivant décrit l’un des signes de l’arrivée du Dajjal dans l’eschatologie sunnite :

« D'après Mu'adh ibn Jabal, le Prophète (ﷺ) a dit : « Jérusalem sera florissante lorsque Yathrib sera en ruines, Yathrib sera en ruines lorsque viendra la grande guerre, et le déclenchement de la grande guerre se fera lors de la conquête de Constantinople, et la conquête de Constantinople lorsque le Dajjal (Antéchrist) apparaîtra. » Il (le Prophète) frappa sa cuisse ou son épaule de la main et dit : « Ceci est aussi vrai que tu sois ici ou assis » (c'est-à-dire Mu'adh ibn Jabal). »

— "Sunan Abi Dawud 4294". sunnah.com. Consulté le 17 juillet 2020.; In-book reference: Book 39 (Battles), Hadith 4; English translation: Book 38, Hadith 4281, Hasan
Thawban ibn Kaidad a rapporté que le Prophète Mahomet a dit :

« « Il y aura trente dajjals dans mon oumma. Chacun d'eux se proclamera prophète ; mais je suis le dernier des prophètes (Sceau des Prophètes), et il n'y aura pas de Prophète après moi. » »

— Rapporté par Ahmad Ibn Hanbal comme un hadith authentique.
Abu Hurairah a rapporté que Rasulullah a dit :

« L'Heure ne sera pas établie avant que deux grands groupes ne se battent l'un contre l'autre, ce qui entraînera un grand nombre de victimes des deux côtés et ils suivront une seule et même doctrine religieuse, jusqu'à ce qu'une trentaine de dajjals apparaissent, et chacun d'eux prétendra être l'Apôtre d'Allah... »

— Sahih al-Bukhari, Volume 9, Book 88: Afflictions and the End of the World, Hâdith Number 237 (lire en ligne, en anglais).
Le Rasulullah a également déclaré que le dernier de ces dajjals serait l'Antéchrist islamique, al-Masih ad-Dajjal (litt. « le Messie trompeur »). Le Dajjal n'est jamais mentionné dans le Coran, mais il est mentionné et décrit dans la littérature hadith. Comme dans le christianisme, on dit que le Dajjal émerge à l'est, bien que le lieu précis varie selon les diverses sources. Le Dajjal imitera les miracles accomplis par ʿĪsā, tels que la guérison des malades et la résurrection des morts, ces dernières réalisées avec l'aide de démons (Shayāṭīn). Il trompera de nombreuses personnes, comme les tisserands, les magiciens, les métis et les enfants de prostituées, mais la majorité de ses disciples seront des juifs.

Selon le récit eschatologique islamique, les événements liés à la bataille finale avant le Jour du Jugement se dérouleront dans l'ordre suivant :

« 11 « Hadith » rapportent également les « Signes majeurs » de la fin, qui incluent l'apparition de l'Antéchrist (Dajjal) et la réapparition du prophète Jésus pour se joindre à lui dans la bataille à Dabiq en Syrie, ainsi que l'arrivée du Mahdī, le « guidé ». Comme le dit un autre « hadith » attribué à Alī ibn Abī Talib : « La plupart des disciples du Dajjal sont des Juifs et des enfants de la fornication ; Dieu le tuera en Syrie, à un col appelé le col d'Afiq, après trois heures du jour, de la main de Jésus. » »

— Eugene V. Gallagher (28 février 2020). "Millennialism". Oxford Research Encyclopedia of Religion. Oxford: Oxford University Press. doi:10.1093/acrefore/9780199340378.013.125.  (ISBN 9780199340378). Consulté le 17 janvier 2022.

Il est prophétisé que les Juifs seront des disciples du Dajjal, comme le rapporte Anas bin Malik :

« Soixante-dix mille Juifs d'Isbahan suivront le Dajjal, portant des Tayalisahs (châles persans). »

— "Sahih Muslim 2944 - Arabic-English (7 Vol. Set)" – via Internet Archive.
Samra ibn Jundab (en) a rapporté qu'un jour, le Prophète Muhammad, alors qu'il prononçait un discours cérémoniel à l'occasion d'une éclipse solaire, a dit :

« En vérité, par Allah, la Dernière Heure ne viendra pas avant que 30 antéchrists n'apparaissent et le dernier sera le faux messie borgne. »

— Rapporté par les imams Ahmed et Tabarani comme un hadith sonore.
Anas ibn Malik a rapporté que le Rasulullah a dit, :

« Il n'y a pas de prophète qui n'ait averti l'Oumma de ce menteur borgne ; voici, il est borgne et votre Seigneur n'est pas borgne. Dajjal est borgne Sur son front se trouvent les lettres k. f. r. (Kafir) entre les yeux du Dajjal que tout musulman serait capable de lire. »

—  Sahih Muslim, Livre 41 : Le Livre relatif aux troubles et aux présages de la Dernière Heure, Chapitre 7 : Les troubles iraient comme les vagues montantes de l'océan, Ahâdith 7007-7009.
Le Mahdi (litt. « celui qui est bien guidé ») est le rédempteur selon l'Islam. Tout comme le Dajjal, le Mahdi n'est jamais mentionné dans le Coran mais sa description peut être trouvée dans la littérature hadith ; selon le récit eschatologique islamique, il apparaîtra sur Terre avant le Jour du Jugement,,,. Au moment de sa seconde venue, le prophète ʿĪsā reviendra pour vaincre et tuer al-Masih ad-Dajjal,,. Les musulmans croient que ʿĪsā et le Mahdi débarrasseront le monde des méfaits, de l'injustice et de la tyrannie, assurant la paix et la tranquillité. Finalement, le Dajjal sera tué par le Mahdi et ʿĪsā à la porte de Lud, qui en voyant le Dajjal le feront lentement se dissoudre (comme du sel dans l'eau).
Depuis les années 1980, des écrivains islamiques populaires, comme Said Ayyub d’Égypte, ont accusé les forces du Dajjal d’être responsables de la conquête du monde islamique par les États occidentaux.

### Eschatologie chiite duodécimaine

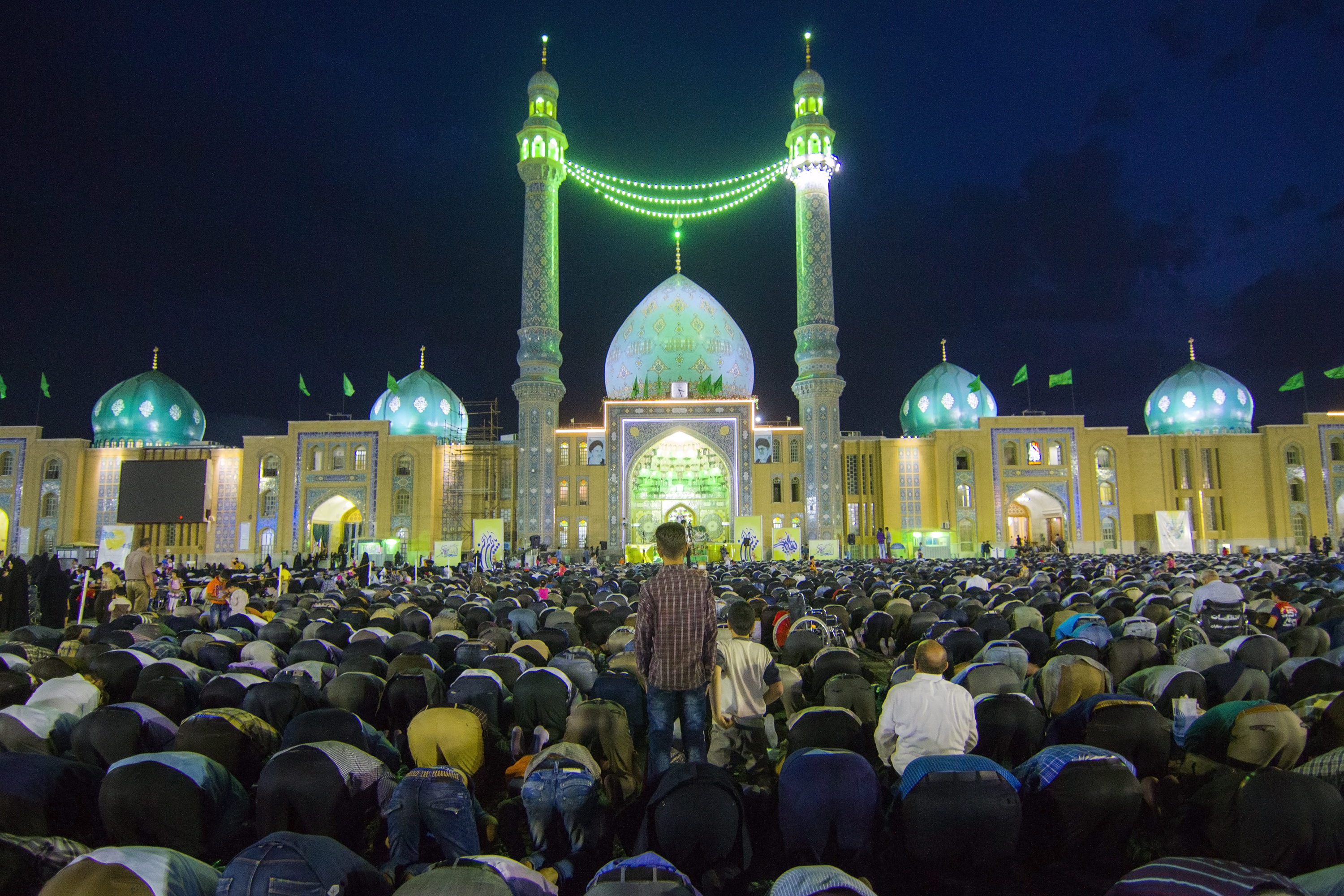
La mosquée Jamkaran à Qom, en Iran, est un lieu de pèlerinage populaire pour les musulmans chiites. La croyance locale veut que le douzième imam chiite – le Mahdi promis selon les duodécimains – soit apparu et ait prié à Jamkaran.

Dans la confession duodécimaine de l'islam chiite, l'un des signes de la réapparition du Mahdi que les duodécimains considèrent comme leur 12e Imam parmi les Ahl al-Bayt (« Gens de la Maison »), est l'avènement du Dajjal.
« Quiconque nie le Mahdi a renié Dieu, et quiconque accepte le Dajjal a renié Dieu (est devenu infidèle). » Ce hadith chiite attribué à Mahomet met fortement l'accent sur le retour du Dajjal et la réapparition du Mahdi.

#### Littératurehadith
Ce qui suit est un hadith chiite duodécimain sur le sujet du Dajjal, un extrait d'un sermon plus long de ʿAlī ibn Abī Ṭālib :

« Abu Ja'far Muhammad ibn 'Ali ibn Babawayh al-Qummi a rapporté dans Kamal al-din wa tamam al-ni'mah Vol 2, Ch 47, Hadith 1 :
Muhammad bin Ibrahim bin Ishaq nous a rapporté que : Abdul Aziz bin Yahya Jaludi à Bassorah  nous a rapporté que : Husain bin Maaz nous a raconté que : Qais bin Hafs nous a raconté que : Yunus bin Arqam d'Abi Yasar Shaibani de Zahhak bin Muzahim de Nazaal bin Sabra nous a raconté :
Asbagh bin Nubatah se leva et dit : « Ô Maula ! Qui serait le Dajjal ? Il (l'Imam Ali) répondit : « Le nom du Dajjal est Saeed bin Saeed. Ainsi, celui qui le soutient est malheureux. Et heureux ceux qui le renient. Il émergera du village de Yahoodiya, à Ispahan. Sur son front sera inscrit : « Kafir » (mécréant), ce qui sera lisible par les lettrés comme par les illettrés. Il sautera dans la mer. Le soleil le suivra. Une montagne de fumée le précédera, suivie d'une montagne blanche qui, en temps de famine, sera prise pour une montagne de nourriture (pain). Il sera monté sur une cendre blanche. Un pas de cette cendre équivaudra à un mille. Toute source ou tout puits qu'il atteindra sera tari à jamais. Il criera à haute voix, ce qui sera audible par tous, à l'est comme à l'ouest, de la part des djinns, des humains et des satans. » »

— Abu Ja'far Muhammad ibn 'Ali ibn Babawayh al-Qummi. "Chapitre 47 : Narration concernant le Dajjal (antéchrist)". Kamal al-din wa tamam al-ni'mah. Vol. 2. Téhéran : Dar al-Kutub al-Islamiyya.
Il dirait à ses disciples qu'il est leur Seigneur, alors qu'il serait un borgne aux besoins humains, alors que Dieu n'a ni besoin ni œil. Mahomet a fortement mis en garde ses compagnons et les croyants contre cette affirmation trompeuse. Selon une tradition, « Al-Dajjal naîtra de sa mère à Qous, en Égypte, et trente ans s'écouleront entre sa naissance et son apparition. Les récits chiites concernant Issa indiquent qu'il descendra à la porte Est de Damas, puis apparaîtra à l'Est où il recevra le califat ». Ce récit est de Nu'aym bin Hammad (en), et selon le hadith de Jassasah, « il est rapporté qu'il est enfermé dans une abbaye ou un palais sur une île du Sham, ou de la mer du Yémen. Certains hadiths rapportent qu'il émergera du Khorasan, tandis que d'autres affirment qu'il apparaîtra entre le Sham et l'Irak ».
Les gens seront trompés par sa magie et sa sorcellerie, ce qui le fera passer pour le Messie. Le premier jour de son apparition, soixante-dix mille Juifs le suivront. Ils porteront des bonnets verts. Ils le considéreront comme leur sauveur promis, celui décrit dans leurs livres saints. La véritable cause de leur foi résiderait dans leur animosité envers les musulmans. Ja'far al-Sâdiq rapporte du Prophète Mahomet que la plupart des disciples du Dajjal seraient issus de relations illégitimes, buveurs invétérés, chanteurs, musiciens, bédouins et femmes. Il parcourra le monde, sauf La Mecque et Médine. La terre sera sous son contrôle à tel point que même les ruines se transformeront en trésors et que la terre poussera de la végétation sur son ordre. Dès sa descente, il ordonnera à une rivière de couler, puis de refluer, puis de tarir. La rivière obéira à ses ordres. Même les montagnes, les nuages et le vent seront sous son contrôle. De ce fait, le nombre de ses disciples augmentera progressivement, ce qui le conduira finalement à se proclamer Dieu.
Un hadith du Prophète décrit l'état du monde. Il a dit : « Cinq ans avant l'avènement du Dajjal, il y aura une sécheresse et rien ne sera cultivé. De sorte que tous les ongulés périront ». Après son apparition, le monde sera confronté à une famine aiguë. Il aura de la nourriture et de l'eau avec lui. Nombreux seront ceux qui accepteront ses prétentions, ne serait-ce que pour un peu de nourriture et d'eau. Il répandra l'oppression et la tyrannie dans le monde entier.
Le but principal du Dajjal sera de semer le trouble et de mettre les gens à l'épreuve. Quiconque le suivra sera rejeté de l'islam, et celui qui le reniera sera croyant.
Quand le Mahdi réapparaîtra, il désignera Isa (Jésus) comme son représentant. Isa l'attaquera et le capturera à la porte de Ludd (aujourd'hui « Lod » près de Tel Aviv),,.

### Eschatologie musulmane ahmadi
Les prophéties concernant l'émergence du Dajjal sont interprétées dans les enseignements Ahmadiyya comme désignant un groupe spécifique de nations centrées sur une fausse théologie (ou christologie) au lieu d'un individu. La référence au Dajjal au singulier indique son unité en tant que système plutôt que son individualité personnelle. En particulier, les Ahmadis identifient le Dajjal collectivement avec l'expansion missionnaire et la domination coloniale du christianisme européen (en) à travers le monde, un développement qui avait commencé peu après la conquête musulmane de Constantinople, avec l'ère des découvertes au XVe siècle et accéléré par la révolution industrielle,,,,.
L'identification du Dajjal, principalement avec les missionnaires coloniaux (en), a été établie par Ghulam Ahmad. Il a relié les traditions hadith à son sujet à certains passages coraniques tels que, entre autres, la description dans le hadith de l'émergence du Dajjal comme la plus grande tribulation depuis la création d'Adam, prise en conjonction avec la description du Coran de la déification de Jésus comme la plus grande abomination. Citons aussi l'avertissement uniquement contre les manquements putatifs des Juifs et des Chrétiens dans al-Fatiha - la principale prière islamique - et l'absence de tout avertissement spécifique contre le Dajjal. Ajoutons un hadith prophétique  prescrivait la récitation des dix ayas (versets) d'ouverture et de clôture de la sourate dix-huit du Coran (al-Kahf) comme une protection contre les méfaits du Dajjal. Le premier parlant d'un peuple « qui attribue un fils à Dieu » et le second, de ceux dont la vie est entièrement consacrée à la poursuite et à la fabrication de biens matériels. Enfin, il se base sur les descriptions de la période du règne du Dajjal comme coïncidant avec la domination du christianisme,.
Les attributs du Dajjal tels que décrits dans la littérature hadith sont ainsi considérés comme des représentations symboliques et interprétés d'une manière qui les rendrait compatibles avec les lectures coraniques et ne compromettrait pas les attributs inimitables de Dieu dans l'islam. Le fait que le Dajjal soit aveugle de l'œil droit tout en étant perçant et surdimensionné de l'œil gauche, par exemple, indique qu'il est dépourvu de perspicacité religieuse et de compréhension spirituelle, mais qu'il excelle dans les réalisations matérielles et scientifiques.
De même, le fait que le Dajjal n'entre pas à La Mecque et à Médine est interprété en référence à l'échec des missionnaires coloniaux à atteindre ces deux endroits.

#### La défaite du Dajjal
La défaite du Dajjal dans l'eschatologie musulmane ahmadi doit se produire par la force de l'argumentation et en conjurant ses méfaits par l'avènement même du Messie plutôt que par la guerre physique,. Elle est aidée par la désintégration progressive du pouvoir et de l'influence du Dajjal. Elle permet finalement la reconnaissance et l'adoration de Dieu. Elle favorise aussi les idéaux islamiques de prévaloir dans le monde entier dans une période similaire à la période de temps qu'il a fallu au christianisme naissant pour s'élever à travers l'Empire romain (voir Les Sept Dormants). En particulier, l'enseignement selon lequel Jésus était un homme mortel qui a survécu à la crucifixion et est mort de mort naturelle (en), tel que proposé par Ghulam Ahmad, a été considéré par certains érudits comme une tentative de neutraliser les sotériologies chrétiennes de Jésus et de projeter la rationalité supérieure de l'Islam,,,. La « porte de Lud » ( Bāb al-Ludd ) dont il est question dans la littérature hadith comme le lieu où le Dajjal doit être tué (ou capturé) est comprise dans ce contexte comme indiquant la réfutation des proclamateurs chrétiens par le biais d'un engagement discutable à la lumière du Coran ( Le Coran, « Marie », XIX, 97, (ar) مريم ). Le hadith a également été extérieurement lié à Ludgate à Londres, le point le plus occidental où Paul de Tarse aurait prêché selon le Manuscrit Sonnini des Actes des Apôtres et d'autres ouvrages ecclésiastiques antérieurs à sa découverte. Or, ce saint est largement considéré par les musulmans comme le principal corrupteur des enseignements originaux de Jésus. À son arrivée à Londres en 1924, le fils et deuxième successeur (en) de Ghulam Ahmad, Mirza Bashir-ud-Din Mahmud, se rendit directement sur ce site. Et il dirigea une longue prière devant l'entrée de la cathédrale Saint-Paul avant de poser les fondations d'une mosquée à Londres,.